# Félix Balamou
Félix Balamou (Conakry, Guinea, 9 de febrero de 1994) es un baloncestista guineano que actualmente se encuentra sin equipo. Con 1,93 metros de estatura, puede alternar las posiciones de base y escolta.

## Trayectoria deportiva
Jugó durante temporadas en St. John's Red Storm. En la última temporada (2016-17) firma una media por partido de 6,8 puntos, 3,3 rebotes y 2,4 asistencias por partido.
En agosto de 2017 afrontó su primera experiencia internacional al fichar por el Club Baloncesto Clavijo de la LEB Oro.